# Symplectella
Symplectella is een geslacht van sponsdieren uit de klasse van de Hexactinellida.

## Soort
- Symplectella rowi Dendy, 1924